# プトラナ台地
プトラナ台地（プトラナだいち、ロシア語: плато Путорана）は、ロシア連邦にある玄武岩質の溶岩台地で、中央シベリア高原北西端の山岳地帯に広がっている。台地を形成しているのはシベリア・トラップで、最高峰は標高およそ1,700メートル (5,600 ft)のカーメン山である。ロシアの地理重心であるヴィヴィ湖も、この台地に存在している。台地の中心部にはプトランスキー国家自然保護区（プトラナ国家自然保護区）が設定されており、ほぼ手付かずのまま残された自然が生み出した絶景と生態系とに特徴付けられたその範囲が、UNESCOの世界遺産リストに登録されている。プトラン台地、プトラナ高原などとも表記される。

## 語源
プトラナ台地には数十キロメートルの範囲に広がる数多くの湖があり、それが全体の生態系を形作っている。「プトラナ」とは、地元のエヴェンキの言葉に由来し、「険しい湖岸を持つ湖沼群の地方」という意味を持つ。湖の数は25,000以上にもなり、その深さは180メートルから420メートルである。これらの湖沼群全体では、バイカル湖に次いで、ロシア国内で2番目の淡水貯蔵量を持っている。

## 形成

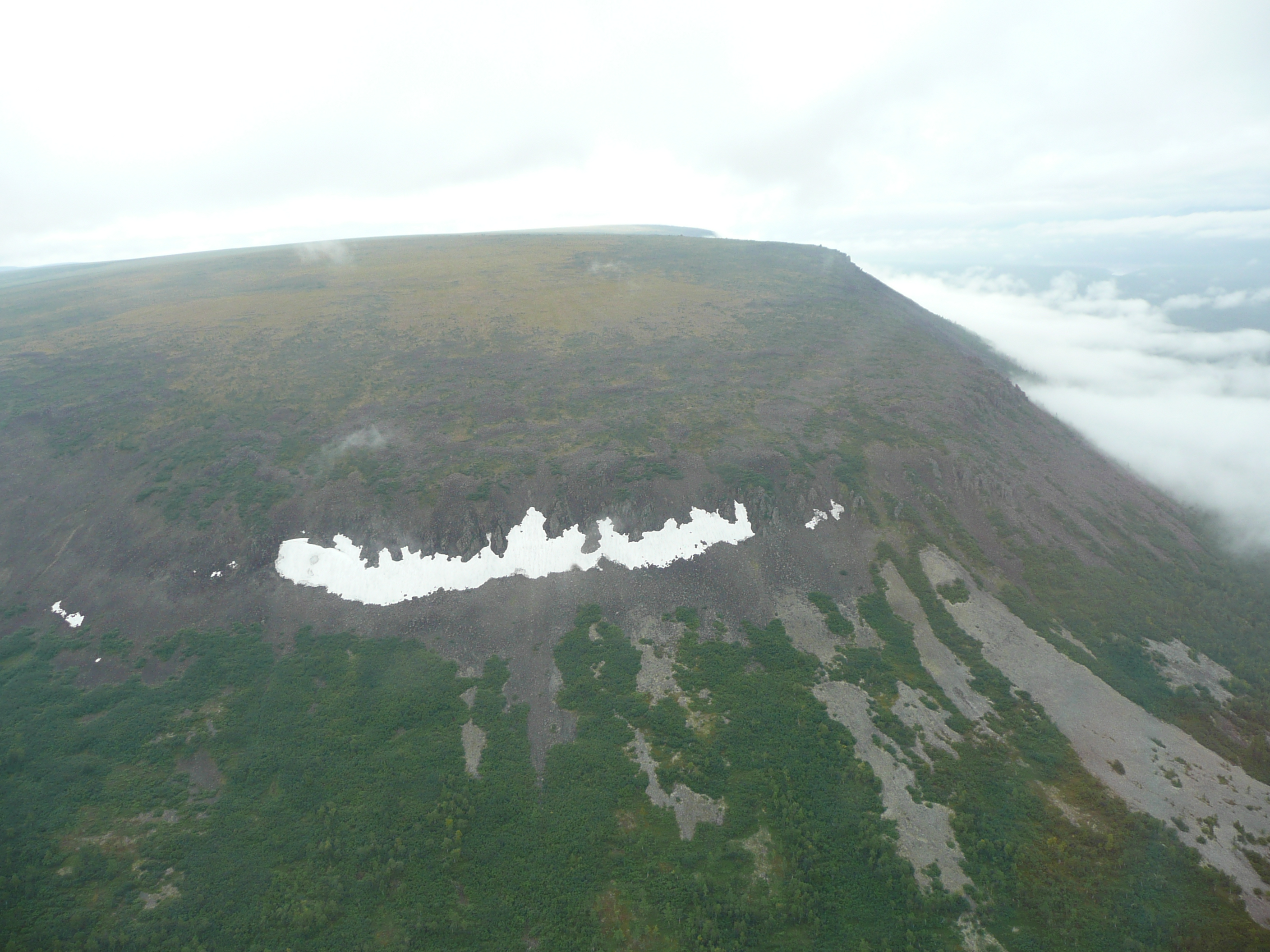
概観

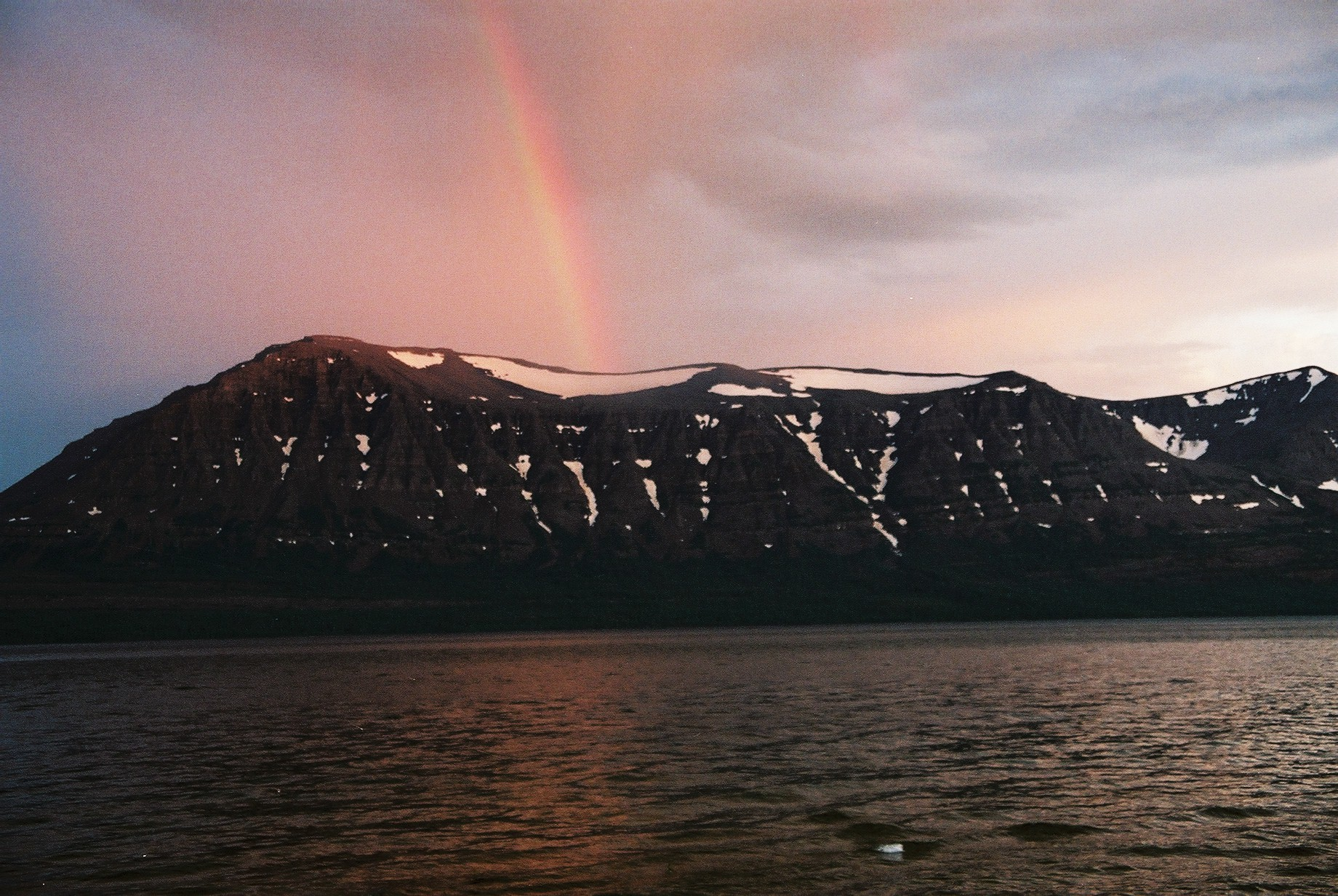
スノーレインボー

プトラナ台地の形成は、マントルプルームの上昇によって地中約3,000 kmから膨大なマグマが地表に噴出した2億5,000万年前（大量絶滅が起こったP-T境界期）のこととされる。次に、氷河が渓谷を押し広げ、現在見られる河谷やラマ湖、ケタ湖などの深く狭い湖を形成し、台地の独特の景観を形作った。フィヨルドを思わせる細長い湖沼群は、長さ100 kmから150 kmに達し、深さは400 mを超えており、バイカル湖、テレツコイェ湖に次ぐ大きさと見なされている。台地でほかに特徴的なのはカンダ河谷の高さ108 mの滝をはじめとする数多くの滝の存在である。また、北極圏の植物の多様性という点で最も豊かな場所のひとつとも言われている。

## 生物相

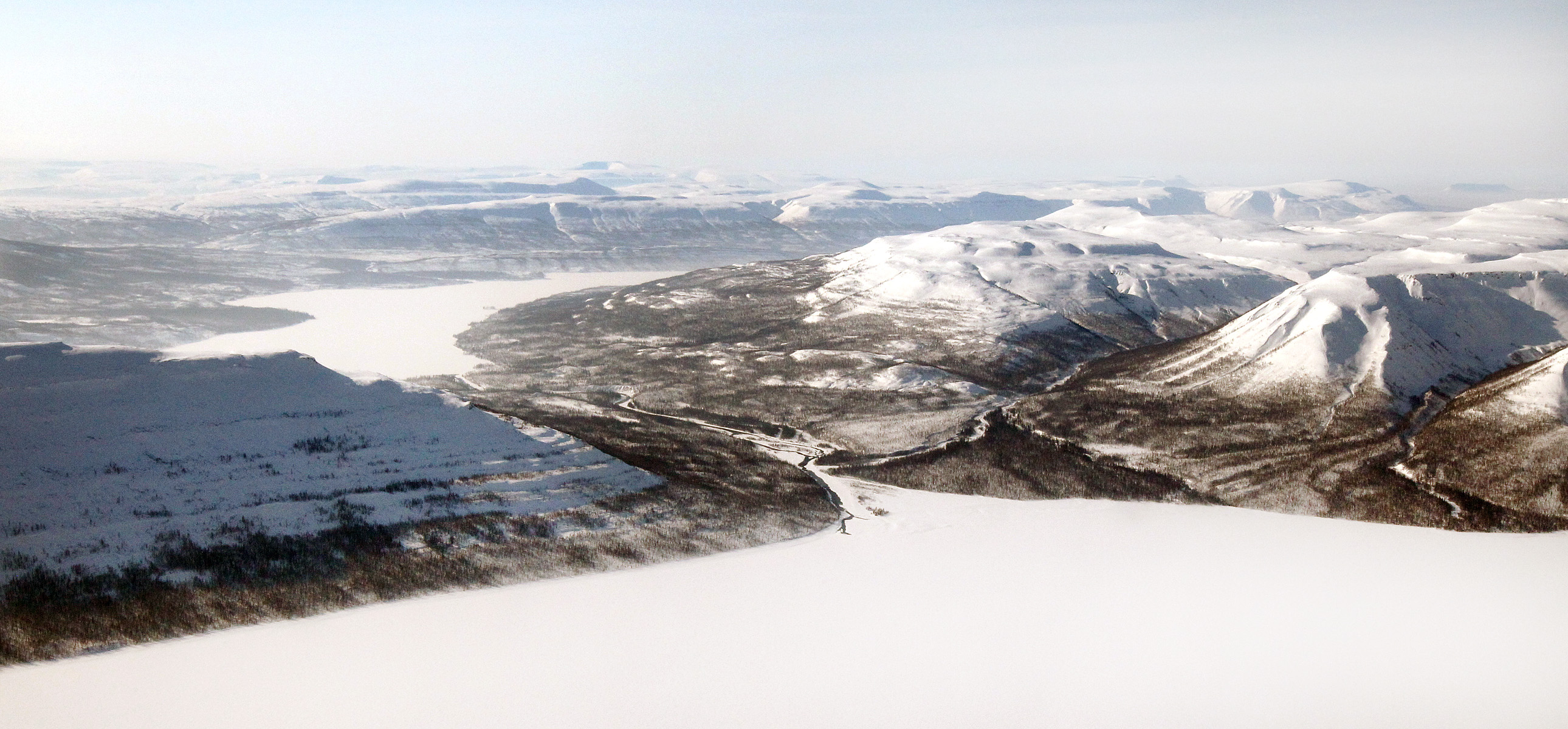
冬景色

プトラナ台地は、手付かずのタイガやツンドラ、極地砂漠などが見られる地域であり、その大半を覆うタイガはカラマツの仲間を主体としている。確認されている維管束植物は、後述の世界遺産登録範囲内だけで398種である。他には森林の地面を覆う地衣類も見られる。

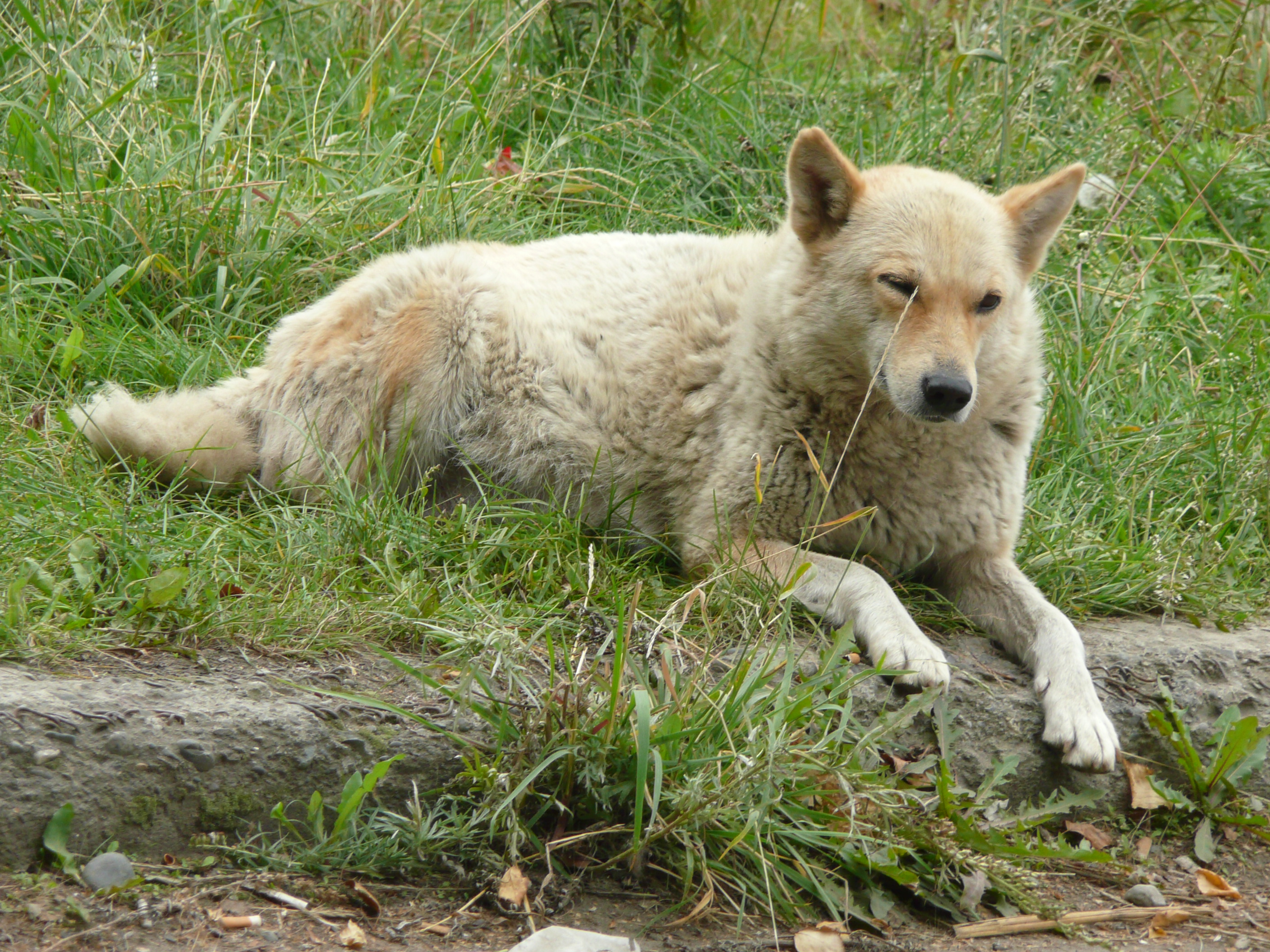
野生のシベリア犬

哺乳類は34種が確認されており、特に有蹄類の中でも希少なシベリアビッグホーン（Ovis nivicola borealis）が生息している。シベリアビッグホーンの生息数は西暦2000年の時点で2,500頭から6,000頭と見積もられていた。また、トナカイの移動経路にもなっている。鳥類は約140種が記録されている。

## プトランスキー国家自然保護区

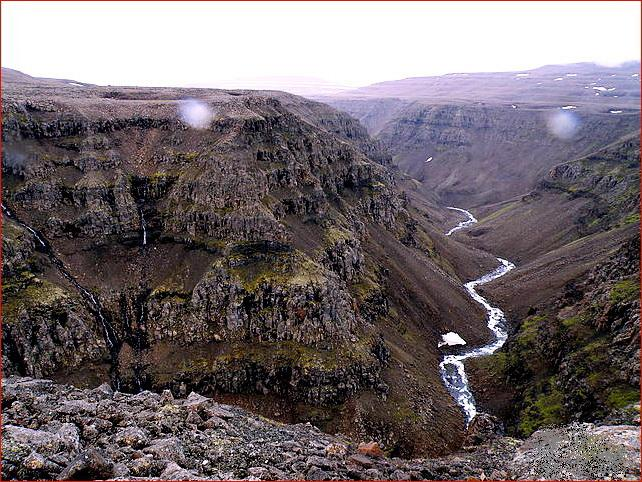
プトラナ台地の渓谷

プトランスキー国家自然保護区（Путоранский заповедник / Putoransky State Nature Reserve, プトラナ国立自然保護区）はクラスノヤルスク地方、北極線から約100 km北にある、中央シベリア高原北部の自然保護区である。1987年に設定された。
プトラナ台地の総面積 30万km2のうち、台地中央部に位置するこの保護区は、18,872.51 km2（1,887,251 ha）を占める。この面積はロシアの自然保護区の中でも屈指のもので、少なくとも2000年の時点では国内第4位であった。

## 世界遺産
この物件が世界遺産の暫定リストに記載されたのは2005年のことであり、その時点での名称は「プトラナ高原（プトランスキー国家自然保護区）」（The Putorana Plateau (Putoransky State Nature Reserve)）であった。
最初の審議は第32回世界遺産委員会（2008年）で行われたが、そのときには「登録延期」と決議された。これを踏まえてロシア当局は推薦内容を練り直した上で翌年再推薦し、2010年に再審議となった。そのときには、世界遺産委員会の諮問機関である国際自然保護連合（IUCN）も「登録」を勧告し、勧告通りに登録が認められた。ロシアにとっては24件目の世界遺産（自然遺産としては9件目）である。面積は1,887,251 haで、登録範囲はプトランスキー自然保護区と一致する。緩衝地域はその周辺を取り囲むように設定されており、面積は 1,773,300 haである。

### 登録名
世界遺産としての正式登録名は Putorana Plateau（英語）、Plateau de Putorana（フランス語）である。その日本語訳はおおむね「プトラナ台地」とするか、「プトラナ高原」とするかの二通りである。

### 登録基準
この世界遺産は世界遺産登録基準のうち、以下の条件を満たし、登録された（以下の基準は世界遺産センター公表の登録基準からの翻訳、引用である）。
- (7) ひときわすぐれた自然美及び美的な重要性をもつ最高の自然現象または地域を含むもの。

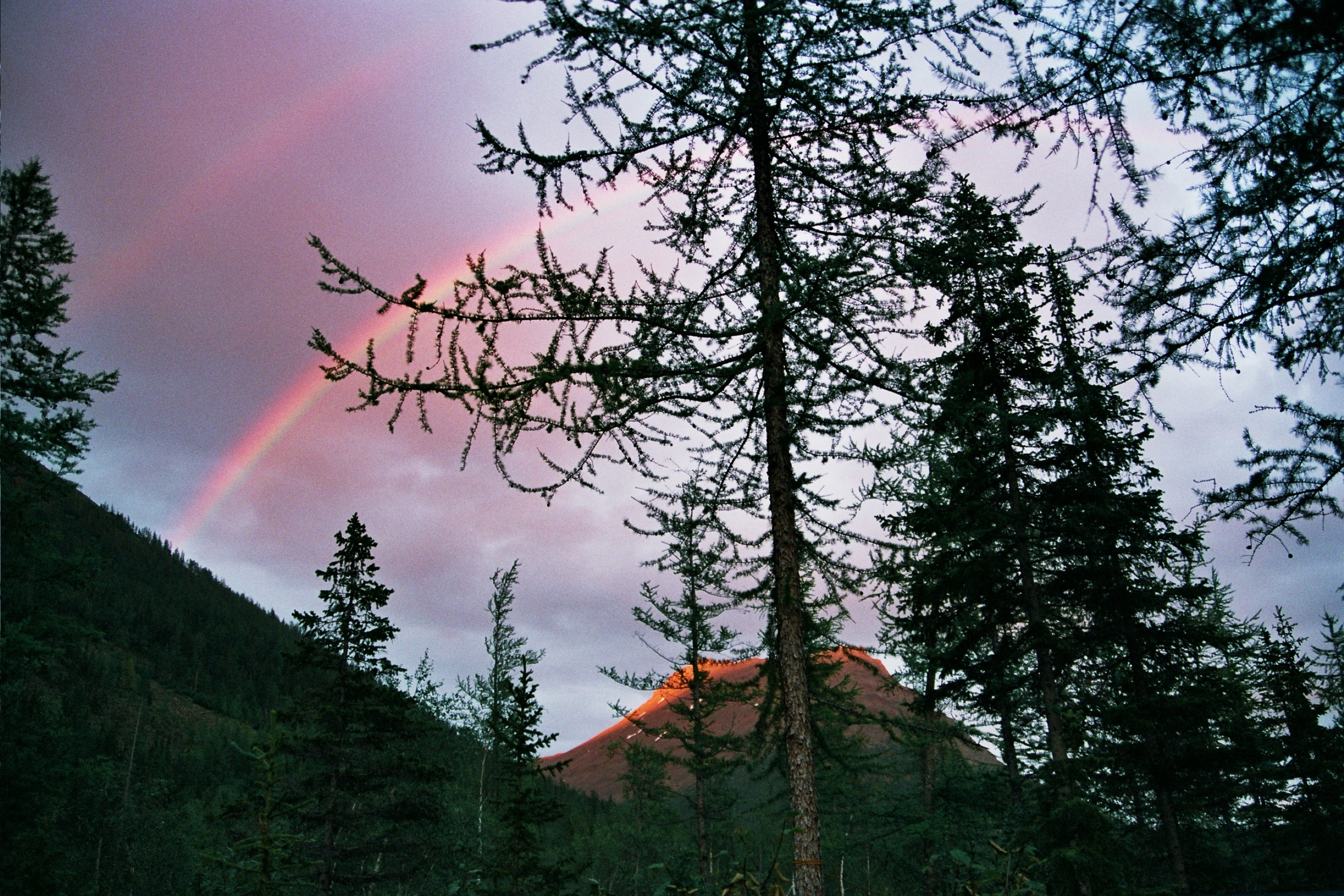
プトラナ台地の木々

  - 世界遺産委員会はこの基準の適用理由について、渓谷および膨大な数の河川・滝・湖が絶景を生み出しており、その広大な自然がほぼ手付かずに残されていることなどを挙げた[3]。

- (9) 陸上、淡水、沿岸および海洋生態系と動植物群集の進化と発達において進行しつつある重要な生態学的、生物学的プロセスを示す顕著な見本であるもの。
  - 世界遺産委員会はこの基準の適用理由について、この台地が「北極圏および亜北極の多様な生態系と結びついた生態学的・生物学的過程の包括的なまとまりを提示している」[21]ことなどを挙げた。

## 脅威

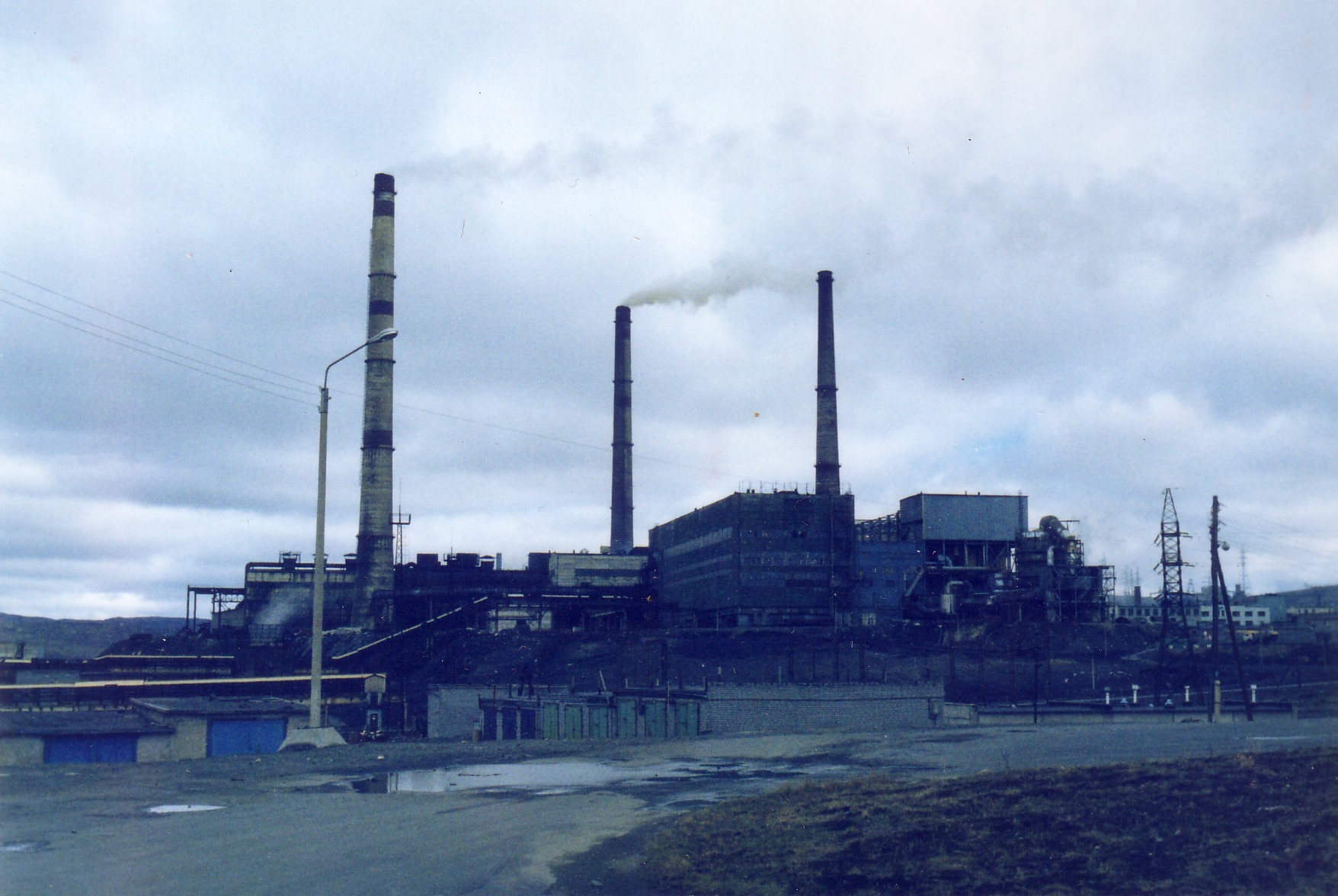
ノリリスク・ニッケルの工場

プトラナ台地はほとんど人が足を踏み入れていない。ソ連時代には、狩猟、釣り、渓流下りなど、様々な目的で訪れる人々がいたというが、ソ連解体以降は測量などを目的とする専門家や、一部の冒険家などが訪れるくらいになっている。2005年には観光客、専門家などをあわせて、437人が訪れただけであり、観光客が及ぼす悪影響はきわめて限定的と考えられている。
他方、最も近い居住地は閉鎖都市のノリリスクであり、一帯は世界屈指の埋蔵量を持つニッケル鉱床の存在で知られている。この町の鉱工業は大気汚染の深刻な発生源となっており、西暦2000年の時点でロシア国内の大気汚染物質の8 %にあたる量を排出していたとされる。風向きや台地の標高が豊かな自然を汚染から守ってはいるものの、2010年の時点で、世界遺産の緩衝地域には汚染の被害が見られていた。そこで世界遺産への推薦に先立ち、ノリリスク・ニッケル社は、汚染物質の排出を軽減していく意向を表明した。